# Чистозвонов, Александр Николаевич
Александр Николаевич Чистозвонов (16 апреля 1914 года, Москва — 11 января 1998 года, Москва) — советский историк, специалист по истории Нидерландской революции, а также теории истории (в частности, по вопросам генезиса капитализма).

## Биография
Александр Николаевич Чистозвонов родился 16 апреля 1914 года в Москве. Его отец — Чистозвонов Николай Александрович (1861—1939), крестьянин из деревни Ченцы Слободского прихода (Входоиерусалимская слобода) Угличского уезда (ныне д. Ченцы Угличского района Ярославской области), — в 12 лет покинул деревню и отправился на заработки в Москву. До революции он работал в известной чаеторговой фирме Сергея Васильевича Перлова, вначале — как посыльной, а затем — как заведующий складом чаеразвесочной фабрики. После Октябрьской революции Николай Александрович сохранил должность, а в 1926 году вышел на пенсию по инвалидности. Мама будущего историка, Валентина Николаевна Чистозвонова (?-1962), была домохозяйкой.
С 1918 по 1922 гг. Александр жил на родине отца. В 1922 году родители перевезли его в Москву. Здесь мальчик поступил в школу-семилетку БОНО № 43, а после её окончания был принят на обучение в качестве ученика слесаря в ФЗУ завода № 1 имени Авиахима, одного из старейших авиационных предприятий страны, и в том же году вступил в комсомол. Окончив ФЗУ Чистозвонов остался работать на заводе слесарем, параллельно он посещал вечернюю школу рабочей молодежи. В сентябре 1935 года он поступил на исторический факультет Московского государственного университета им. М. В. Ломоносова. Обучение в университете он совмещал с работой экскурсоводом в Музее народов Востока СССР (с сентября 1938 г. по сентябрь 1939 г.), а затем — с работой преподавателя истории в Московском институте инженеров коммунального хозяйства (с сентября 1939 г. по март 1940 г.). В 1940 году он стал кандидатом ВКП(б), но членом партии стал позже, в 1942 году, уже пребывая на фронте.
Круг научных интересов Александра Николаевича определился ещё в период учёбы в университете под руководством С. Д. Сказкина на кафедре истории Средних веков. Молодой учёный занялся изучением внешней политики Вильгельма Оранского. Его первой публикацией было сообщение на тему «Французская политика Вильгельма Оранского с точки зрения его политического идеала и событий Нидерландской революции», включенное в сборник студенческих работ. В июне 1941 года Александр Николаевич окончил полный курс МГУ по специальности «история» и получил диплом с отличием. Решением государственной комиссии от 2 июля 1941 года ему была присвоена квалификация научного работника в области исторических наук, преподавателя вуза и звание учителя средней школы.
В июле 1941 года А. Н. Чистозвонов был призван в Красную Армию, где прослужил с сентября 1941 года по ноябрь 1945 года. Он служил в действующей армии в органах военной контрразведки Народного комиссариата обороны СССР, воевал на Центральном, Калининском, Брянском и 3-м Белорусском фронтах, в советских оккупационных войсках, дослужился до звания капитана. Александр Николаевич был награждён орденом Красной Звезды, орденом Отечественной войны II степени и медалями «За оборону Москвы», «За взятие Кёнигсберга», «За победу над Германией в Великой Отечественной войне 1941—1945 гг.», а позже — медалью «В память 800-летия Москвы».
В декабре 1945 года, после демобилизации из армии, Александр Николаевич поступил в аспирантуру истфака МГУ по кафедре истории Средних веков. Параллельно с обучением в аспирантуре преподавал в 1946—1947 гг. историю в Заочной Высшей партийной школе при ЦК ВКП (б). В 1949 году защитил кандидатскую диссертацию по теме «Англо-французская интервенция в Нидерландах 1572—1583 гг. и её социальные причины». Она стала первой в СССР квалификационной работой по истории Нидерландов. 12 декабря 1949 года А. Н. Чистозвонову была присуждена ученая степень кандидата исторических наук.
С 1 марта 1949 года по решению ЦК КПСС Александр Николаевич был откомандирован на работу в органы МГБ СССР. В начале 1952 года после подачи личного ходатайства смог вернуться к научной работе и в марте 1952 года поступил на работу в качестве младшего научного сотрудника в сектор Средних веков Института истории АН СССР. В 1954 года Чистозвонов был переведён на должность старшего научного сотрудника: приказ был подписан в день сорокалетия ученого — 16 апреля.
В 1963 году защитил докторскую диссертацию по теме «Реформационное движение и классовая борьба в Нидерландах в первой половине XVI в.». 4 июля 1964 года А. Н. Чистозвонову была присуждена учёная степень доктора исторических наук.
В октябре 1968 года в связи с разделением Института истории АН СССР на Институт истории СССР АН СССР и Институт всеобщей истории АН СССР А. Н. Чистозвонов в должности старшего научного сотрудника сектора Средних веков перешел на работу в Институт всеобщей истории, где проработал тридцать лет. В ноябре 1973 г. он стал заведующим сектором Средних веков и неоднократно переизбирался на эту должность. После переаттестации 1986 г. Александр Николаевич занимал (в 1986—1987 гг.) должность заведующего сектором Средних веков и заведующего Отделом докапиталистических формаций.
В апреле 1990 года вышел на пенсию, при этом был оставлен на должности ведущего научного сотрудника-консультанта в Отделе истории Средних веков ИВИ. После выхода на пенсию не перестал заниматься исследовательской деятельностью: работал над давно запланированной монографией «Социально-экономические проблемы истории Нидерландов в XVI—XVII вв.», писал научные статьи и главы в учебники. Объём публикаций в 90-е годы составил 24 п.л. Последняя статья учёного «Амстердам в XVI—XVII вв.: Социально-экономическое развитие и повседневная жизнь» была опубликована в сборнике «Средние века» в 1997 г.
Александр Николаевич ушёл из жизни 11 января 1998 года, похоронен на Даниловском кладбище.

## Личность
По словам Г. А. Шатохиной-Мордвинцевой, А. Н. Чистозвонов был «невероятно (можно даже сказать, как-то по-военному) дисциплинированным и трудолюбивым учёным», владел французским, немецким, нидерландским, латинским и английским языками. За годы руководства сектором ему приходилось и вести разные научные направления, и выполнять большую общественную работу, но при этом «каждый из опубликованных им трудов отличался высоким качеством исследования и абсолютной завершённостью».
При жизни историка и его руководстве в ежегоднике «Средние века» его вклад оценивался положительно. В частности, в статье «А. Н. Чистозвонов как историк» А. Э. Штекли и Н. П. Денисенко сообщалось: «А. Н. Чистозвонов принадлежит к поколению историков, вынесших со всем советским народом на своих плечах тяготы Великой Отечественной войны. Он прошел славный боевой путь от Москвы до Кенигсберга, был отмечен правительственными наградами». Там же говорится, что новаторские по сути своей труды Чистозвонова открывают пути к решению кардинальных вопросов истории Европы позднего средневековья и начала нового времени.
В воспоминаниях современников-историков Александр Николаевич оставил след как марксист-догматик, на чьём характере отразилось военное прошлое. А. Я. Гуревич вспоминал: «Александр Николаевич Чистозвонов, специалист по истории Нидерландской революции; он носил на себе неизгладимую печать той специальности, которую приобрел на войне, — он был работником СМЕРШа, и это очень чувствовалось и в послевоенный период, и в дальнейшем». «Отцом современной медиевистики», но одновременно «мрачно-злым человеконенавистником» называет Чистозвонова в своих воспоминаниях А. А. Зимин.